# Jon Lee Anderson
Jon Lee Anderson (15 de janeiro de 1957) é um jornalista, correspondente de guerra e escritor norte-americano colaborador da revista The New Yorker. Também foi correspondente em zonas de guerra em locais como: Afeganistão, Iraque, Uganda, Israel, El Salvador, Irlanda, Líbano e Irão, e ao longo do Médio Oriente. Anderson é conhecido por seus inúmeros perfis de líderes políticos, incluindo Hugo Chavez, Fidel Castro  e Augusto Pinochet.
Escreveu também para outros jornais e revistas como Harper's Magazine, Life e The Nation, e publicou entre outros: Che Guevara: A Revolutionary Life. (Che - uma Biografia), Guerrillas: Journeys in the Insurgent World, The Fall of Baghdad (Queda de Bagdá), The Lion's Grave: Dispatches from Afghanistan.
Jon Lee vive com a mulher e três filhos em Dorset, na Inglaterra.

## Obra
- Inside the League. Dodd, Mead, 1986 ISBN 0396085172 (com seu irmão, Scott Anderson)
- War zones. Dodd, Mead, 1986 (com Scott Anderson)
- Guerrillas: Journeys In the Insurgent World. (hardcover) 1992. (paperback) Penguin Books, 2004. ISBN 0142004979
- Che Guevara: A Revolutionary Life. Grove Press, 1997. ISBN 0802116000 (Che - uma Biografia, ed. Objetiva, ISBN 8573021527)
- The Lion's Grave: Dispatches from Afghanistan. Grove Press, 2002. ISBN 802117236
- The Fall of Baghdad New York: The Penguin Press, 2004. ISBN 1594200343 (Queda de Bagdá, ed. Objetiva, ISBN 8573026502)